# Ukra
André Filipe Alves Monteiro noto come Ukra (Vila Nova de Famalicão, 16 marzo 1988) è un ex calciatore portoghese, di ruolo attaccante.

## Carriera

### Nazionale
Ha giocato nelle nazionali giovanili portoghesi Under-16, Under-17, Under-18, Under-19, Under-20 ed Under-21.
Nel 2015 ha giocato una partita nella nazionale maggiore portoghese.

## Palmarès

### Club

#### Competizioni nazionali
- Supercoppa di Portogallo: 1

Porto: 2010
- Segunda Liga: 1

Rio Ave: 2021-2022